# Assedio di Genova (1814)
L'assedio di Genova del 1814 fu la battaglia conclusiva della campagna d'Italia della sesta coalizione, avvenuta pochi giorni dopo l'abdicazione di Napoleone Bonaparte, in aprile.
Le forze anglo-sicule, comandate dal tenente generale William Bentinck, posero sotto assedio il capoluogo ligure, mentre gli austriaci occupavano la Lombardia (distruggendo il Regno d'Italia), e proclamarono l'effimera Repubblica Genovese, poi abolita per volere del Congresso di Vienna e ceduta al restaurato Regno di Sardegna.

## Contesto storico

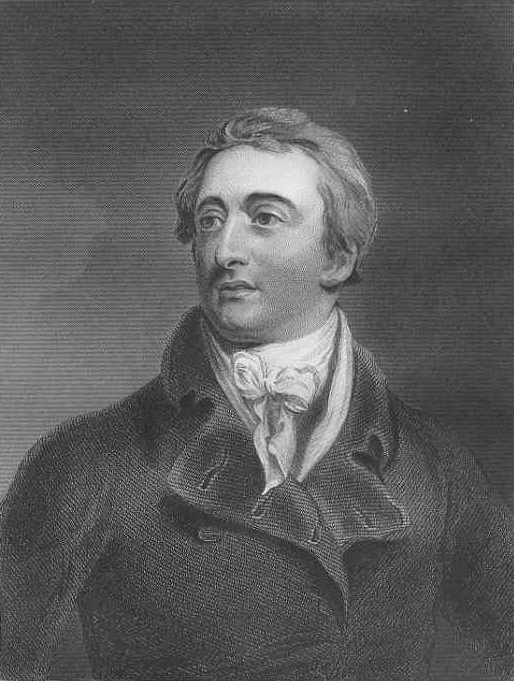
William Bentinck

Salpando dalla Sicilia il 30 gennaio 1814, William Bentinck si diresse inizialmente a Napoli. Lì firmò con riluttanza un armistizio con Gioacchino Murat, che personalmente detestava come un uomo la cui "intera vita era stata un crimine", ma che il Regno Unito trovò opportuno staccare dal cognato, Napoleone Bonaparte, garantendo il suo Regno di Napoli in cambio di un'alleanza.

Dopo aver incaricato le forze sotto il suo comando in Sicilia di attuare uno sbarco a Livorno, Bentinck si diresse quindi a nord, con una sosta di un giorno a Roma, per raggiungerle. Lo sbarco a Livorno iniziò il 9 marzo e impiegò tre giorni per essere completato, mentre i napoletani di Murat avevano già occupato il porto in anticipo.

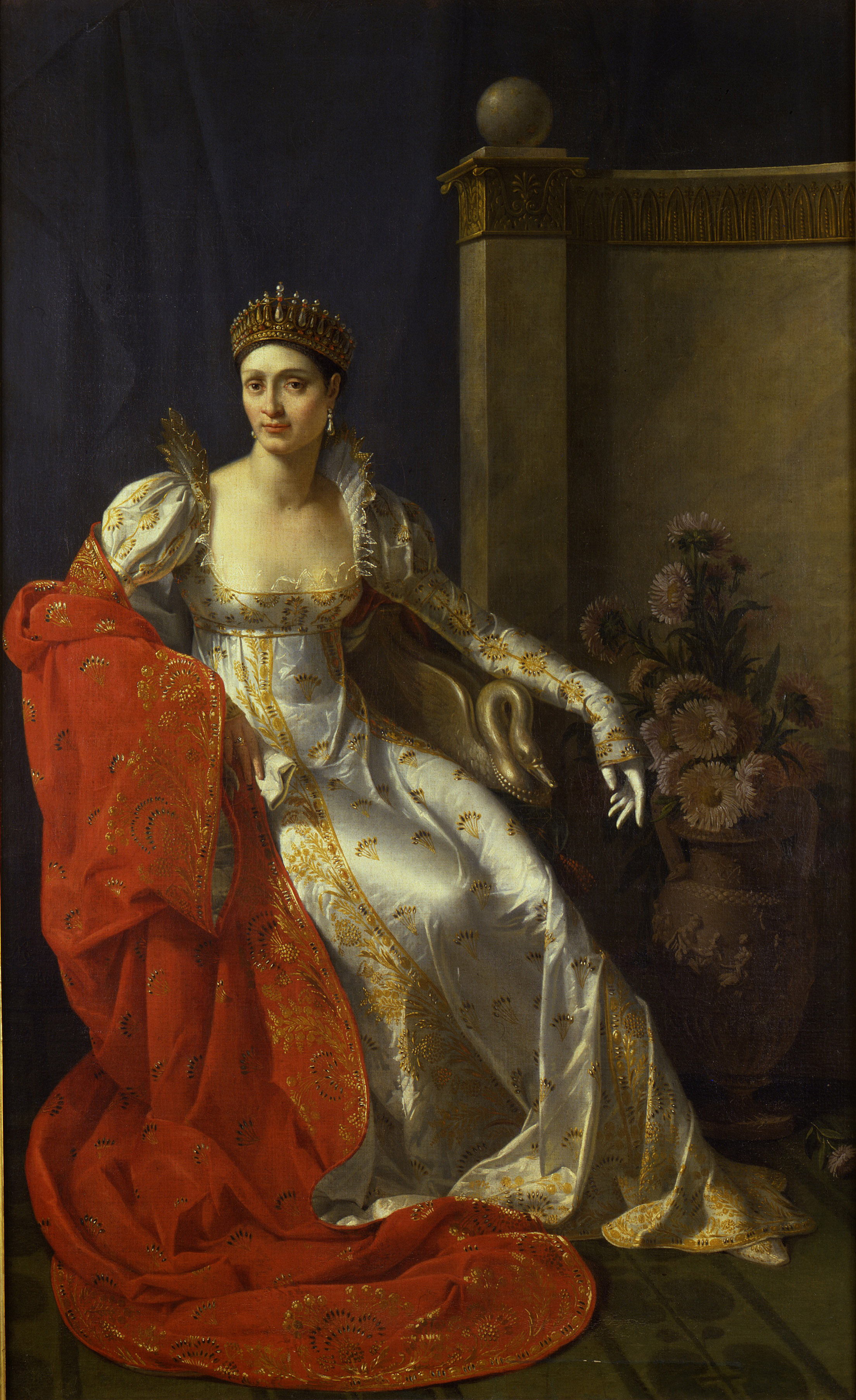
Elisa Bonaparte Baciocchi, principessa di Lucca e Piombino dal 1805 al 1814

La sorella di Napoleone Elisa, pur avendo ormai abbandonato il Granducato di Toscana, non si era tuttavia arresa del tutto, nel tentativo di salvare qualcosa dal crollo dell'impero del fratello. Avendo ottenuto da Murat (marito della sorella Carolina) la garanzia che avrebbe ottenuto il consenso della Coalizione, che aveva appena aderito al mantenimento del Principato di Lucca e Piombino in cambio di aver reso la Toscana senza combattere, aveva, all'epoca della comparsa di Bentinck a Livorno, accettato di ritirarsi a Lucca. Dopo aver appreso del suo sbarco, inviò una delegazione per ottenere assicurazioni che il patto di Murat sarebbe stato rispettato. Bentinck rispose di no. Se non fosse partita immediatamente, disse, sarebbe stata arrestata. Con 2 000 soldati britannici inviati verso la città per portare a termine questa minaccia, Elisa, incinta di Federico Napoleone, non ebbe altra scelta che abbandonare l'ultimo dei suoi territori e fuggire a nord, dove alla fine cadde in mani alleate a Bologna.

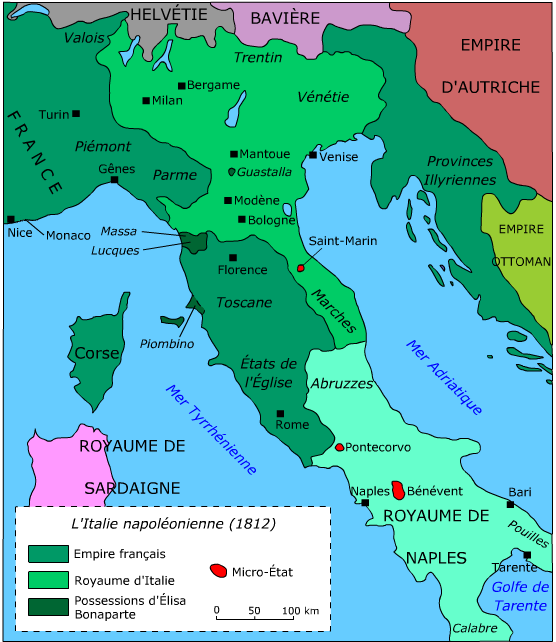
L'Italia nel 1812, nel suo assetto politico-territoriale al momento dell'invasione della coalizione antifrancese nel 1813-1814

Elisa lasciò Lucca il 13 marzo. Il giorno dopo, Bentinck emanò un proclama da Livorno che invitava la nazione italiana a sollevarsi in un movimento di liberazione. Dichiarò:
Nel tentare così di realizzare il suo sogno a lungo coltivato di uno stato nazionale italiano indipendente nel nord e nel centro (non considerava "italiani" i napoletani e i siciliani), Bentinck ripudiava abbastanza pubblicamente la politica del proprio governo, che intendeva in gran parte ripristinare lo status quo ante bellum in Italia, con l'Austria in possesso della Lombardia e il Regno di Sardegna ristabilito in Piemonte. Per il mese successivo Bentinck agì quindi effettivamente come un attore indipendente, rappresentativo solo del Regno Unito, come diceva John Rosselli, nel senso più ampio, in quanto si riteneva a favore dei veri interessi della Gran Bretagna, indipendentemente dal fatto che il governo corrente li riconoscesse o meno.
Ordinando alle sue truppe a nord di assediare Genova, lo stesso Bentinck si diresse a Reggio Emilia per un colloquio con Murat. A questa conferenza del 15, chiese sfacciatamente che la Toscana fosse consegnata a lui stesso ed evacuata dalle forze napoletane che allora la presidiavano. Era necessario, sosteneva, che la Toscana fosse sotto la giurisdizione britannica, per averla come base logistica da cui condurre future operazioni - a ciò Murat rispose che era lo stesso argomento da parte sua a dettare il suo necessario possesso. Dopo aver minacciato di rivolgere le sue forze contro la stessa Napoli per ristabilirvi il legittimo Ferdinando IV se Murat non si fosse arreso, Bentinck fu rimproverato in una ferma nota dal visconte Castlereagh, che gli ricordò che gli era stato ordinato di cooperare in ogni modo con Murat e con l'Austria. 
Al che a malincuore ritirò la sua offerta per la Toscana (che probabilmente sperava di trasformare nel nucleo di un libero stato italiano sotto la sua stessa egida) e partì per Genova. Al proclama di Bentinck non c'era stata, in ogni caso, una risposta apprezzabile dei toscani, mentre a Genova avrebbe finalmente trovato un'udienza accogliente.
Bentinck aveva ricevuto l'ordine di prendere e occupare Genova in nome del re di Sardegna, Vittorio Emanuele I di Savoia.

## Svolgimento della battaglia

### La Coalizione si avvicina a Genova
Il 9 aprile il generale Jean Pégot, inviato a Genova dal viceré d'Italia Eugenio di Beauharnais, fu incaricato dal generale Maurizio Ignazio Fresia, da febbraio comandante della guarnigione del capoluogo ligure, di sostituire il generale Jean Victor Rouyer. Lo stesso giorno, Recco fu nuovamente pesantemente cannoneggiata dalla Coalizione; il giorno dopo il fuoco fu rinnovato e le navi francesi furono costrette a evacuare.
La sera del 9, il generale Pégot, avendo appreso che un distaccamento austriaco del corpo di Laval Nugent von Westmeath si era unito agli insorti della Val Fontanabuona, e vedendo che i britannici continuavano a sparare su Recco e Sori, decise di lasciare la sua posizione durante la notte. La ritirata si svolse in buon ordine, e la mattina del 10 Pégot occupò la posizione del monte Fasce, già teatro il 7 aprile 1800 di una battaglia vinta dai francesi sugli austriaci.
La Coalizione aveva davanti a Genova nove navi di linea e tre o quattro fregate, oltre a un gran numero di trasporti. I francesi li videro muoversi verso Savona, cosa che fece temere per un attimo lo sbarco sulla spiaggia, che si estendeva da Sampierdarena ad Arenzano; questa spiaggia era presidiata solo da tre reparti del 102º Reggimento di linea, di stanza ad Arenzano, a Voltri e a Sestri Ponente.
Il 12 la Coalizione attaccò Pégot nella posizione del monte Fasce. Combatterono per tutto il giorno, ma il generale, constatando l'impossibilità di resistere, si ritirò durante la notte; andò ad occupare la posizione di Sturla, sulle alture di Albaro, con la destra al mare, coperta da una batteria di 4 pezzi, e la sinistra al Forte Richelieu.

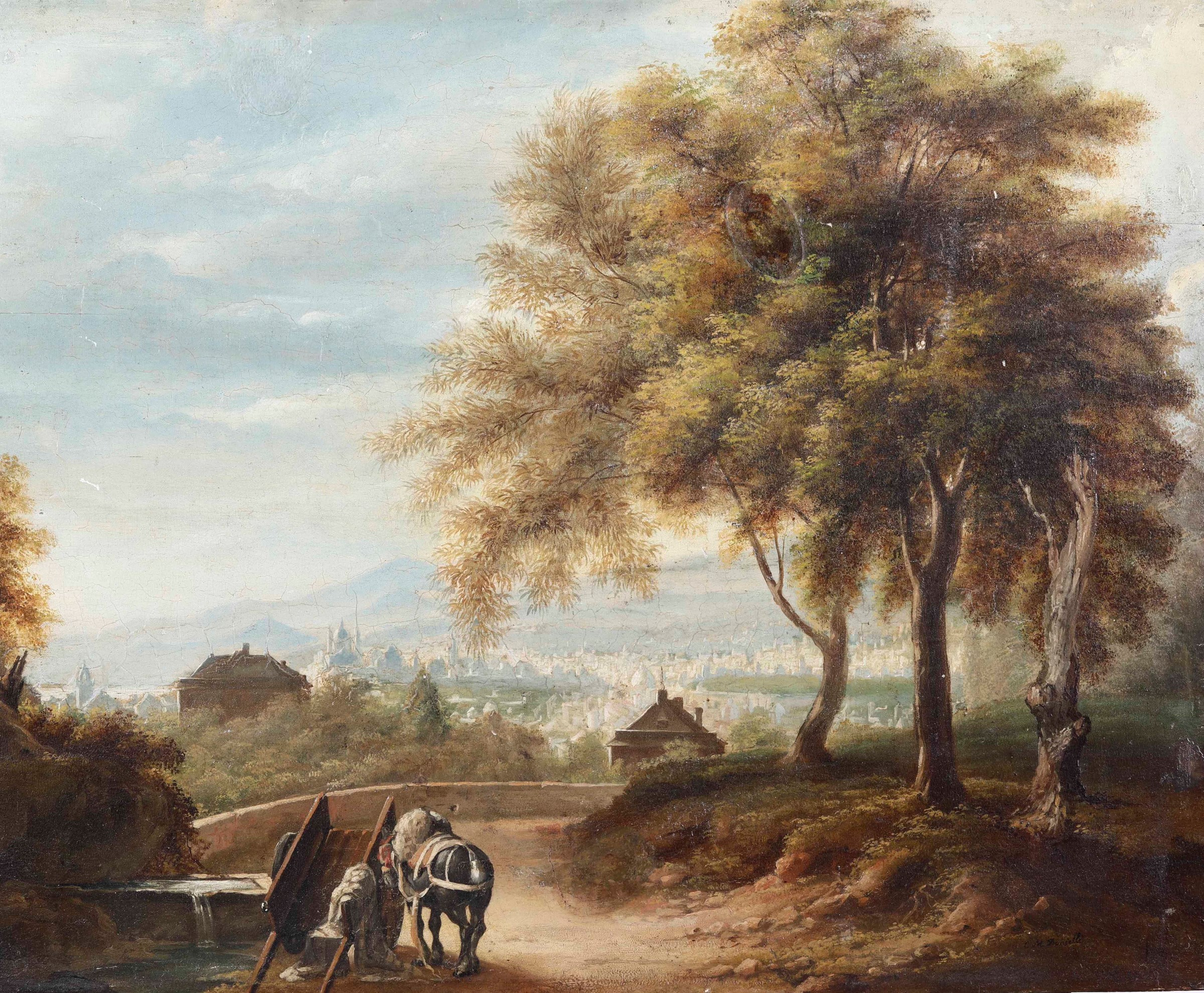
Veduta di Genova dalla collina di Albaro in un quadro di Michel Cesare Danielli

### Assedio
Le forze della Coalizione arrivarono in prossimità delle mura di Genova il 13 aprile. Bentinck era il comandante delle truppe britanniche e comandante in capo mentre i siciliani erano sotto il generale Vito Nunziante. Lo scontro si concentrò principalmente su Sturla e Albaro, dove i britannici preparavano un attacco generale.
Quel giorno gli alleati sbarcarono a Nervi con fanteria, artiglieria e cavalleria, e attaccarono la posizione di Sturla. All'inizio dell'azione, i mitraglieri della batteria di Sturla li cannoneggiarono ma poi abbandonarono la posizione. Pégot li fece tornare e ordinò di aprire di nuovo il fuoco. Il generale rimase ferito nello scontro. Il generale Jean-Pierre Piat, che era lì vicino, lo sostituì. Il combattimento durò tutto il giorno sulle alture di Albaro, e verso sera gli obici della Coalizione riuscirono a distruggere la batteria di Sturla. Durante la notte la posizione francese fu corretta, collegandola alla batteria della Torre dell'Amore. I cannonieri di questa batteria, abbandonati i loro posti, furono sostituiti da cannonieri di linea.

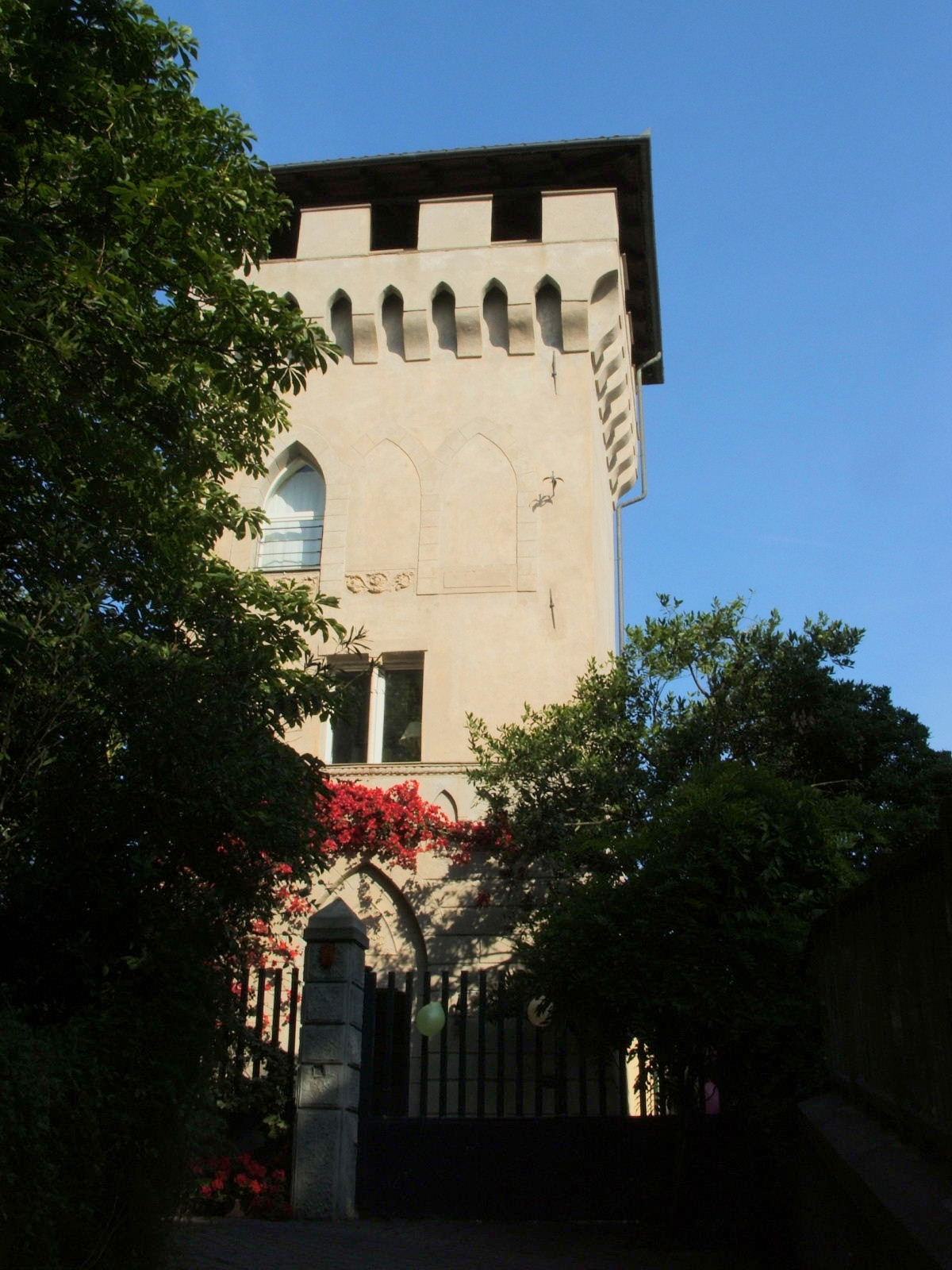
La Torre dell'Amore

Il 14 i britannici rinnovarono il loro attacco alla posizione di Albaro. Bentinck era lì di persona. Il generale britannico aveva annunciato ai genovesi, tramite un emissario, che sarebbe stato il giorno successivo dentro la città; contava sulla superiorità delle sue forze. Queste informazioni suscitarono qualche manifestazione in città, e il generale Fresia ritenne suo dovere invitare il comune a schierare la Guardia nazionale, sebbene in questo corpo già vi fosse qualche fermento. Ma non c'era altro modo per mantenere la pace.
Il 17, alle due del mattino, i britannici effettuarono un falso attacco tra Sestri Ponente e Sampierdarena, con grande supporto dell'artiglieria. Alle cinque del mattino aprirono il fuoco sulla batteria francese posizionata a sinistra di Sturla. La Coalizione si avvicinò alle navi francesi dalla costa e attaccarono con tutte le loro forze, pari a più di 15 000 uomini, le postazioni di San Martino e San Francesco. Le truppe francesi furono costrette a evacuare le loro posizioni, così come l'altopiano tra i forti Richelieu, Santa Tecla e Sperone.
Le batterie della Torre dell'Amore, prese alle spalle, furono rimosse, e la Coalizione bombardò la città. Questo indusse i genovesi a ribellarsi alle forze napoleoniche. Il sindaco e l'arcivescovo Giuseppe Maria Spina si recarono da Fresia per incitarlo a capitolare. Il generale permise al comune di inviare una delegazione a Bentinck per sollecitarlo a sospendere il bombardamento. Bentinck rifiutò qualsiasi proposta e chiese che la città fosse consegnata, dopo la capitolazione dei forti Santa Tecla e Richelieu. Le truppe francesi si ritirarono allora, in buon ordine, dietro il Bisagno, e i britannici non passarono San Martino d'Albaro.
Il fermento in città aumentò durante il giorno e la notte del 17, senza che la Guardia nazionale si preoccupasse di calmarlo. Il giorno successivo gli assediati si arresero.
Sempre il 18, verso mezzogiorno, Bentinck inviò il tenente generale Robert Henry MacFarlane per affrettare la resa, minacciando, in caso di rifiuto, di ricominciare gli attacchi e i bombardamenti. La giornata fu trascorsa in trattative e la notte successiva fu firmata la convenzione di evacuazione. Così, il 20 aprile, i britannici entrarono in città. Fresia poté lasciare Genova con gli onori militari.

## Conseguenze
Quando la città gli si arrese il 18 aprile 1814, Bentinck proclamò (contrariamente alle intenzioni della Coalizione) la restaurazione della Repubblica di Genova come "Repubblica Genovese" e l'abrogazione di tutte le leggi varate dal 1797, con grande entusiasmo della popolazione genovese.

Allo stesso tempo, inviò un corpo di spedizione in Corsica per tentare di far rivivere il Regno anglo-corso del 1794-1796 e ottenere per il Regno Unito un'altra utile base nel Mar Mediterraneo.

A Genova intanto, il 24, aveva ricevuto i rappresentanti del governo provvisorio di Milano che chiedeva l'appoggio del Regno Unito al mantenimento di un Regno d'Italia indipendente piuttosto che il ripristino del dominio austriaco sulla Lombardia. 
Con l'abdicazione del trono francese e italiano da parte di Napoleone l'11 aprile, il governo di Milano era alla ricerca di un nuovo sovrano che potesse rafforzarne le possibilità di sopravvivenza e, nel tentativo di legare il Regno Unito alla sua causa, fu rivolto a Bentinck un suggerimento che indicava il principe Adolfo, duca di Cambridge, settimo figlio di Giorgio III, come un candidato gradito, (sebbene Bentinck, per compiacere gli austriaci, considerasse l'arciduca Francesco d'Este come il candidato più opportuno). A tal proposito il generale piemontese Vittorio Amedeo Sallier della Torre, comandante della Italian Levy dell'esercito britannico, reazionario ma vicino agli ideali unitari, iniziò a scrivere una Costituzione.
Con la doppia abdicazione di Napoleone l'11 aprile, però, (anche se la notizia tardò a varcare le Alpi) la capacità di Bentinck di influenzare gli eventi sul terreno (mentre, con la guerra contro l'imperatore ancora in corso, tutto era ancora in gran parte in aria) sostanzialmente si concluse. Il suo comportamento imprevedibile negli ultimi mesi aveva portato il Primo ministro britannico, Lord Liverpool, a bollarlo semplicemente come "pazzo" e il suo raggio d'azione si era drasticamente ridotto, anche se alla fine non fu licenziato dal suo importante incarico di comandante in capo nel Mediterraneo fino all'aprile dell'anno successivo.

## Ordine di battaglia
Le forze di Bentinck furono imbarcate come segue per la campagna del febbraio 1814:

Tenente generale Lord William Bentinck (Comandante della forza)
Tenente colonnello John Lemoine (Comandante, Royal Artillery)
Tenente colonnello Thomas Kenah (Vice Aiutante generale)
Maggiore Thomas Reade (Vice Quartiermastro generale)
Capitano William Tylden (Comandante, Royal Engineers)
| Divisione                                              | Reggimento                                             | Uomini |
| ------------------------------------------------------ | ------------------------------------------------------ | ------ |
| Maggior generale della 1ª Divisione: Henry Montresor   | 1º Battaglione, 21º Reggimento di fanteria             | 1 204  |
| Maggior generale della 1ª Divisione: Henry Montresor   | 1º Battagione, 62º Reggimento di fanteria              | 1 027  |
| Maggior generale della 1ª Divisione: Henry Montresor   | 3º Battaglione di linea, King's German Legion          | 1 001  |
| Maggior generale della 1ª Divisione: Henry Montresor   | 6º Battaglione di linea, King's German Legion          | 971    |
| Maggior generale della 1ª Divisione: Henry Montresor   | 8º Battaglione di linea, King's German Legion (diviso) | 105    |
| Maggior generale della 1ª Divisione: Henry Montresor   | 1st Regiment Greek Light Infantry                      | 250    |
| Maggior generale della 1ª Divisione: Henry Montresor   | 1º Reggimento di fanteria italiano - Italian Levy      | 1 220  |
| Maggior generale della 1ª Divisione: Henry Montresor   | 3º Reggimento di fanteria italiano - Italian Levy      | 1 220  |
| Maggior generale della 1ª Divisione: Henry Montresor   | Calabrian Free Corps                                   | 618    |
| Maggior generale della 1ª Divisione: Henry Montresor   | 2º Reggimento di cavalleria siciliano (diviso)         | 125    |
| Maggior generale della 1ª Divisione: Henry Montresor   | 2º Reggimento di fanteria siciliano                    | 1 186  |
| Tenente generale della 2ª Divisione: Robert MacFarlane |                                                        |        |
| 2º Battaglione, 14º Reggimento di fanteria             | 1 140                                                  |        |
| 1º Battaglione, 31º Reggimento di fanteria             | 713                                                    |        |
| 8º Battaglione di linea, King's German Legion (diviso) | 881                                                    |        |
| 2º Reggimento di cavalleria siciliano (diviso)         | 287                                                    |        |
| Granatieri siciliani                                   | 827                                                    |        |
| 3º Reggimento di fanteria siciliano                    | 1 222                                                  |        |
| 4º Reggimento di fanteria siciliano                    | 1 222                                                  |        |